# Emil Glückstadt
Emil Raffael Glückstadt (24. august 1875 i København – 23. juni 1923 på Kommunehospitalet) var en dansk bankdirektør, etatsråd og kunstsamler, bror til Valdemar Glückstadt.

## Baggrund og karriere
Emil Glückstadt var født i København som søn af Landmandsbankens direktør Isak Glückstadt og hustru Juliette Sophie Raffel. Han voksede op i en velhavende jødisk familie, blev student fra Østerbros Latin- og Realskole 1894, tog filosofikum året efter og fik sin bankuddannelse i Landmandsbanken og i banker i New York (National City Bank), London (Deutsche Banks filial) og Paris (Banque des Pays-Bas). Han vendte tilbage til Landmandsbanken i 1901 som sekretær, blev underdirektør 1904 og indtrådte i direktionen i 1907. I 1910 afløste han som 35-årig sin far som administrerende direktør for Landmandsbanken, der under hans ledelse voksede til Skandinaviens bank. I 1911 blev han etatsråd.
I de følgende år spillede Emil Glückstadt en førende rolle i dansk erhvervsliv. Han blev formand eller menigt medlem i bestyrelserne for en række af landets største selskaber og blev herunder også bestyrelsesformand i landets største virksomhed, Det Østasiatiske Kompagni (ØK). Under 1. verdenskrig støttede han den ekspansion, der blev iværksat på det russiske marked af selskabet Transatlantisk Kompagni, og Glückstadt fungerede selv som formand for bestyrelsen. Han deltog under krigen i forhandlinger i London om sikring af forsyninger til Danmark. I den forbindelse foretog han flere rejser over Nordsøen, hvilket i denne periode var forbundet med livsfare.
Efter krigen deltog Glückstadt som dansk delegeret i flere internationale konferencer. I 1920 stod han for forhandlingerne om den kompensation, som Danmark skulle betale til Tyskland i forbindelse med genforeningen. I 1921 blev han af Folkeforbundet udpeget til at udarbejde en plan for en rekonstruktion af Østrigs finanser. I 1920 modtog Glückstadt storkorset af Dannebrogordenen, en udmærkelse, som kun sjældent er blevet tildelt erhvervsfolk.
Fra 1920 fik Landmandsbanken stigende problemer særlig i forbindelse med store udlån til Transatlantisk Kompagni. Glückstadt kom under kritik, fordi han i disse år i stort omfang opholdt sig i udlandet i stedet for at koncentrere sig om bankens ledelse, som i stort omfang blev overladt til meddirektøren Ove Ringberg.
I juli 1922 viste en opgørelse foretaget af bankinspektøren, at en stor del af bankens egenkapital var gået tabt. I et møde med blandt andre statsminister Niels Neergaard og handelsminister Tyge J. Rothe lykkedes det Glückstadt at overtale de andre mødedeltagere til at acceptere en vildledende erklæring, der tilslørede resultatet af bankinspektørens undersøgelse. Det var Glückstadts synspunkt, at det gjaldt om at skaffe ro, hvorved banken kunne genopbygge sin egenkapital.

## Landmandsbankens krak
I september 1922 måtte Landmandsbanken rekonstrueres med indskud af ny kapital fra blandt andre staten og Nationalbanken. Glückstadt fratrådte som direktør i forbindelse med rekonstruktionen og stillede kort tid efter sin formue (eksklusive konens arv) til rådighed for Landmandsbanken. Efter rekonstruktionen blev der nedsat en særlig undersøgelseskommission, som skulle undersøge blandt andet også kriminelle handlinger i forbindelse med bankens sammenbrud. Som et resultat af undersøgelseskommissionens arbejde blev Glückstadt varetægtsfængslet i marts 1923. Han blev overført til Vestre Fængsel.
Glückstadt døde efter en maveoperation for tarmslyng den 23. juni 1923, Emil Glückstadt der led af en hjertesygdom måtte ikke komme i fuld narkose af den grund og  måtte derfor opereres under lokal bedøvelse.  Dødsfaldet kom, før der var faldet dom i sagen. Ved Østre Landsrets dom i juli 1923 blev Glückstadt kendt skyldig i bedrageri og svig samt for overtrædelse af aktieselskabsloven. Glückstadts bo blev dømt til at bære 4/5 af sagens omkostninger.
Der har efterfølgende været en stor litteratur om Landmandsbankens krak og om Glückstadts rolle, herunder om skyldsspørgsmålet. Forskellige synspunkter har været fremsat. Efter Glückstadts død udgav enken, Laura Glückstadt, et forsvarsskrift for manden, og i 1950 udgav hun (under navnet Laura Bernhoft) Glückstadts egen beretning om bankens sammenbrud.

## Familie
Glückstadt blev gift den 18. april 1901 i Synagogen i København med Laura Rosa Rée (12. august 1876 i København – 25. december 1953 i København, gift 2. gang 1942 med diplomaten H.A. Bernhoft, 1869-1958), datter af direktør for Creditkassen for Landejendomme i Østifterne, vekselmægler Eduard Philip Rée (1850-1918) og Galathea Albertine Berendt (1852-1920).

## Levemand og kunstsamler
Glückstadt var meget velhavende og havde tidligt vænnet sig til en høj levestandard. Han boede i et palæ i Fredericiagade, der nu er Italiens ambassade, tegnet af Johan Christian Conradi og ombygget ved Bernhard Ingemann og Valdemar Sander, og som sommerbolig havde han Sølyst ved Klampenborg. Han var desuden en betydningsfuld kunstsamler og filantrop.
Han ejede således Balthasar Denners berømte portræt af Tordenskiold (gengivet på tændstiksæsker, nu på Frederiksborgmuseet); endvidere fem værker af Jens Juel blandt andet Emilie Kilde og Portræt af Christophe Battier og Carl Gustaf Pilo samt en samling af Cornelius Høyers miniaturer. Derudover ejede han en del københavnsk porcelæn fra 1700-tallet. Det meste blev solgt på auktion 1923. 1919 skænkede han Frederiks Hospitals bygninger til brug for Kunstindustrimuseet.
- Jens Juel, Emilie Kilde, 1784, Brandts
- Jens Juel, Portræt af Christophe Battier, juli 1772

Glückstadt konverterede til katolicismen og er begravet på Vestre Katolske Kirkegård.